# Boven-Slinge

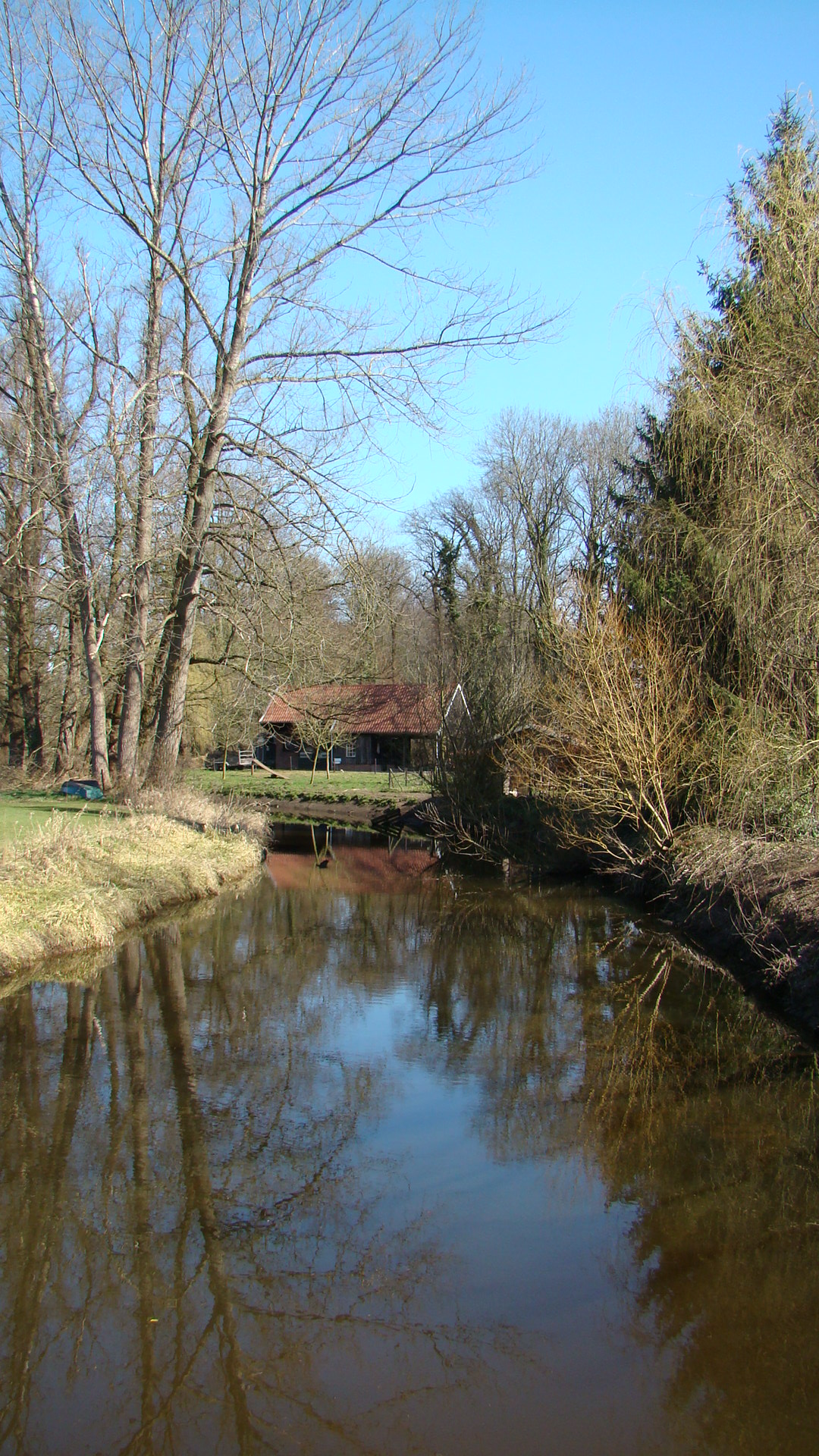
Boven-Slinge ter hoogte van Berenschot's Watermolen in natuurgebied Bekendelle te Winterswijk.

De Boven-Slinge is een beek die bij Kotten (gemeente Winterswijk) Nederland binnenkomt. Vervolgens stroomt zij in het Woold door het natuurmonument Bekendelle via Bredevoort, Aalten en Varsseveld. Ten westen van Westendorp gaat de Boven-Slinge over in de Bielheimerbeek die bij Gaanderen in de Oude IJssel uitmondt. In het verleden liep de beek vanaf hier als de Beneden-Slinge via het landgoed Slangenburg naar de Oude IJssel bij Doetinchem. Boven-Slinge en Beneden-Slinge werden ook wel aangeduid als Slingebeek of Slingerbeek. De naam Slinge zou een verwijzing zijn naar het slingerende tracé.
In Aalten splitst de Keizersbeek zich af van de Boven-Slinge, die via de Aa-strang bij Ulft in de Oude IJssel uitkomt.
Tot de dertiende of veertiende eeuw heeft de bovenloop van de Slinge vanaf Winterswijk naar het noordwesten gelopen, om via de huidige Whemerbeek, de Groenlose Slinge en de Berkel bij Zutphen in de IJssel uit te monden. Vanwege regelmatige wateroverlast in het dorp Winterswijk heeft men een nieuw trace gegraven en de beek aangesloten op de Aaltense Slinge. Tot ver in de twintigste eeuw zocht het water bij hoge waterstanden nog contact met de Whemerbeek, waardoor lage delen van het dorp Winterswijk met wateroverlast hadden te kampen.
Het Waterschap Rijn en IJssel beheert de beek. De Boven-Slinge en de Bielheimerbeek worden ingericht als een natte ecologische verbindingszone van Winterswijk tot Gaanderen. Tussen 1994 en 1997 is de Boven-Slinge bij Winterswijk over een lengte van 3200 meter ingericht volgens de richtlijnen van de Ecologische hoofdstructuur van Nederland. Hier zijn onder andere twee vispassages aangebracht.
In het Woold staat de watermolen Berenschot op de Boven-Slinge.